# Nick.com
A Nick.com egy a Nickelodeon tulajdonában lévő és általa fejlesztett webhely. Korábban online portálként szolgált a Nickelodeon-tartalmak számára, és online játékokat, videóstreaminget, rádióstreamingeket és különálló webhelyeket kínált minden egyes sugárzott műsorához. Most népszerűsíti a Nick mobilalkalmazást, amely helyébe lépett (a testvérhálózatainak weboldalait ez nem érinti). A Nick.com pozitív kritikusi reakciókat és különféle díjakat kapott, köztük a Webbyt 2003-ban. Dicséretet kapott a felhasználók magánéletének védelme érdekében tett lépések miatt. Az Egyesült Államokon kívüli domainlátogatások átirányításra kerülnek a kanadai YTV-re vagy a látogató IP országának vagy régiójának a belső hálózati oldalára, a területek közötti programengedélyek miatt.

## Története
A Nickelodeon 1995 októberében indította el első online komponensét az America Online Kids Only csatorna részeként. [2] Néhány éven belül egy rendszeres weboldal jött létre az interneten, és a Nickelodeon erős promóciós eszközévé vált [3]. A weboldal népszerűsége növekedett, és 1999 márciusában a Nick.com lett a legmagasabb besorolású webhely a 6–14 éves gyermekek számára. Nickelodeon a weboldalt olyan televíziós műsorokkal együtt használja, amelyek növelik a forgalmat. [4] A Nick.com emellett magas szintű tiszteletben tartotta a felhasználói adatvédelmet a webhely növekedése során. [5] 2000 előtt a Nick.com tervezése elsősorban képeket és képeket jelenített meg, amelyek lehetővé tették a navigációt a weboldalon. Ezt követően, 2000 júniusában, a weboldalt kibővítették, és Flash-animált gombokkal és hirdetésekkel alakították át. A Nick.com kialakítása azóta többször megváltozott, a weboldal jelenlegi kialakításánál az oldalsávok, a webes szalaghirdetések és az Adobe Flash felhasználásával. 
2000 januárjában a fejlesztők megvitatták a Nick.com bővítését, hogy ez még inkább kívánatos webhely legyen a gyermekek számára. Mike Skagerlind, a webhely akkori ügyvezető igazgatója elmondta: "De erősen úgy éreztük, hogy ez sokkal több lehet. Alapvetően azt akartuk, hogy ez a fő hely legyen a gyerekek számára az interneten." 2000. június 4-én megkezdődött a weboldal újratervezése. A felületet átdolgozták annak érdekében, hogy vonzóbbá tegye a gyermekeket, és a legjelentősebb fejlemény a Flash animált grafikák és gombok használata volt. [3] 2009. szeptember 28-án Nick az új logó bevezetésével felújította a webhelyet. 2014. július 30-án a Nickelodeon teljesen átalakította a webhelyet, hogy megfeleljen a Nickelodeon alkalmazásnak. Nem befolyásolta testvérei csatornáinak weboldalait. [6] [7] Annak érdekében, hogy jobban megfeleljen a COPPA-nak, a Nickelodeon 2016. március 31-én megszüntette a fiók létrehozásának lehetőségét. Az üzenőfalak ugyanazon a napon zárultak. 2018. december 17-én az asztali számítógépen keresztül korlátozott volt a hozzáférés a webhely legtöbb részéhez, mivel az epizódok megtekintésére és a játékra való hivatkozások jelenleg egy oldalra irányítanak, amelyben a nézőket kérik a hálózat mobil és táblagépének (mind a hálózat, mind pedig a alkalmazás, különálló játékalkalmazásokkal együtt) a játékokhoz való hozzáféréshez és a programozáshoz. [8] Ez valószínűleg annak köszönhető, hogy a Google Chrome közelgő változások miatt az Adobe Flash-hez (amelyre a webhely évek óta épült) való hozzáférés nehézzé válik, vagyis nem létezik, összhangban a Flash 2020 végére történő fokozatos megszüntetésével, amely nagyszabású újjáépítést igényel az asztali webhelyet, amelyet nem lehet a színfalak mögött megtenni. Lehetséges, hogy a közeljövőben bizonyos pontokban helyreállíthatják az asztali látogatók programozásához és játékához való hozzáférését, és az összes elem teljes mértékben kompatibilis a HTML5-szabványokkal. Ezek a videók és játékok elérhetőek maradnak a nick.tv alternatív .tv domainjén keresztül.

## Jellemzők

### Játékok
2001-ben a Nickelodeon együttműködött a Networks Inc.-vel, hogy szélessávú videojátékokat béreljen a Nick.com-tól. A lépés egy további lépés a multimédiás irányban, amelyet a fejlesztők a weboldal el akartak venni. Skagerlind jelezte, hogy a Nick.com közönségének több mint 50% -a nagy sebességű kapcsolatot használ, amely lehetővé teszi számukra a weboldalon a játék lehetőségeinek kibővítését. [9] 2006. január 6-án a Nickelodeon elindította a Hét új játékát, amely egy szolgáltatás, amely a Nickelodeon tartalmain alapuló Adobe Flash játékot mutatta be. A hét első új játékát Jimmy Timmy Power Hour 2: Co-Pilot Chaos alkotta, amely Jimmy Neutron kalandjain alapult: Fiúgenius és Timmy Turner a The Fairly OddParents-ből. [10] A szolgáltatás elindításakor a Nick.com több mint 228 millió játékot játszott ugyanabban a pénzügyi negyedévben, amelyet részben a hét új játékának tulajdonítottak. [11] Minden pénteken új játékot mutattak be. [10] Az év hete Új Játékának számos győzelme volt a Spongyabob-játékokban, például a Bikini Bottom Bust Up, Dunces és Dragons, a Lava King Attack játékában és még sok másban. Az online játékokhoz a Nick.com már nem fér hozzá az Egyesült Államokban, mivel ezeket felváltotta a mobil alkalmazások.

### Videók/epizódok
A Nick.com streaming videókat nyújtott a teljes vagy részleges Nickelodeon-epizódokról. A szolgáltatást eredetileg TurboNick néven indították, egy felugró panelként, amely széles sávú tartalmat, például videoklipeket és játékokat mutat be. [9] Ezt követően 2005. július 1-jén felújították és újraindították a Nick.com testvér weboldalán. Az új weboldal klipekkel és tartalommal bővült a Nick.com oldalon, hogy teljes hosszúságú Nickelodeon televíziós műsorokat biztosítson. [12] Az Egyesült Államok szolgáltatását 2009-ben ismét felújították, és kizárólag Nick jelenlegi ütemezéséből indult a tartalomra. Az online streaming mindenütt jelenlévő képességével a TurboNick márkaépítés ebben az időben is megszűnt. A webhely 2014. júliusi átalakításával együtt a Nickelodeon bemutatta első web-exkluzív sorozatát, a Welcome to the Wayne-t. [13] A néző preferenciáiban bekövetkező változásokra hivatkozva a sorozat kezdete annak a tartalomnak a létrehozására, amely több platformon létezhet, például online, mobil eszközökön és televízión keresztül is. [13] Ugyanakkor, a harmadik TV-sorozat csökkenő tévéért, a Nickelodeon abbahagyta a Korra legenda sorozatának sugárzását az elsődleges Nickelodeon hálózaton, és online forgalmazókra terjesztette, ahol a show sokkal sikeresebbnek bizonyult. [14] 15] A sorozat online terjesztésbe történő áthelyezése olyan üzletágakból, mint a Nick.com, és olyan harmadik féltől származó üzletekbe, mint az Amazon Video, a Google Play, az Xbox Video és a Hulu, ami tükrözi azt, amit a sorozat készítője, Michael DiMartino „tengeri változásnak” hívott az iparban: míg a Korra nem jól illeszkedik a Nickelodeon többi műsorához, a sorozat rendkívül jól működött online, a 2. évad fináléja volt a Nickelodeon legnagyobb online rendezvénye. [15] [16] Harmadik szezonjának fennmaradó részét követően a The Legend of Korra negyedik évadja az Egyesült Államokban 2014. október 3-án került bemutatásra, kizárólag online terjesztés útján. [17] A Nick App mellett a teljes epizódokhoz hozzáféréshez minden TV-bejelentkezésre szükség van. [18] Az Egyesült Királyságban a Nick.com nem biztosítja ugyanazt a képességét, hogy teljes epizódokat nézhessen, hanem rövid klipeket kínál a Nickelodeon tévéműsorokból. [19] Az epizódok és videók már nem érhetők el a Nick.com-on az Egyesült Államokban, mivel a videók és epizódok a Nick alkalmazásban már elérhetők.

### Rádió
A Nick.com közvetíti a Nick Radio-t, egy rádióhálózatot, amelyet 2013. szeptember 30-án indítottak el, az iHeartMedia-val (akkori Clear Channel Communications néven). A hálózatot az iHeartRadio webplatformon és a mobilalkalmazáson, valamint a New York City WHTZ rádióállomáson keresztül osztják szét másodlagos HD csatornaként. A Nick Radio a 40 legjobb zenére összpontosít (amely a hálózat gyermekek és serdülők célközönségére irányul, néhány dal rádiószerkesztésével, a nem megfelelő tartalom miatt), valamint a hírességekkel készített interjúkkal. A szokásos on-line DJ-k mellett a Nick Radio alkalmanként vendégszerepet játszik a Nickelodeon eredeti sorozatában szereplő csillagok vendégszereplésével is. [20] [21] [22]

### Műsorok
A Nick.com információs oldalakat tart fenn a Nickelodeon jelenlegi programozási felépítéséről. Bár az egyes műsoroldalak tartalma olyan játékokat, videókat és epizódokat tartalmazott, amelyekhez a webhely más részein is lehet hozzáférni, a mutató oldalak képeket és képeket és karakterbontást is tartalmazhatnak. [23]

## Korábbi szolgáltatások

### Nicktropolis / A Club
A Club egy masszív multiplayer online szerepjáték volt, amelyet Nickelodeon nyújtott a Nick.com oldalon. Virtuális közösség volt, amely izometrikus 3D grafikát használt. Ez lehetővé tette a felhasználók számára a játékok, a videoklipek megtekintését és a helyek felfedezését a Nickelodeon televíziós műsorok alapján. A "Nicktropolis" építését 2004 novemberében kezdték meg Nickelodeon fejlesztői, Mark Zadroga, Alex Westerman, Deborah Levine, Patrick Dorey, Sean McEvoy és Jason Root. [24] A játék a TheoSDK és a TheoAvatarSDK motorokat használta. [25] A játék egy alfaját 2006 elején jelent meg. Az első bétaverziót 2006 júniusában adták ki. 2006. augusztus 18-tól 2007. január 6-ig a játékot a nagyközönség elzárta. A kiadás előtt majdnem 3 000 000 gyermek tesztelte a játékot. [26] A szolgáltatást végül 2007. január 30-án, Nicktropolis néven bocsátották a nyilvánosság elé. [27] [28] A szolgáltatás hivatalos elindítását követően további fejlesztések történtek. 2007. márciusban a játékot átalakították, és új logót kapott, és 2007. május 11-én a honlap átalakításra került, hogy illeszkedjen a Nick.com új megjelenéséhez. 2007. június 24-én a játék szerepelt a The New York Times-ban, idézettel: "A tinédzser előtti nézőknek van egy virtuális játszóterük, amellyel felhívhatják a sajátját." [29] 2007 szeptemberében elindult a Nicktropolis hírlevél, amely e-mail szolgáltatásként szolgál a játékosoknak, és 2007 novemberében a szolgáltatás hirdetés-támogatást kapott. [30] 2008. július 3-ig a Nicktropolisnak több mint 7 000 000 regisztrált felhasználója volt. [31] Ugyanebben az évben a szolgáltatás napi eseményeket vezetett be hétköznapokon, [32] a "Nicktropolis Blog" a Nick.com üzenőfalakon, [33] és egy új területet, amely támogatja a The Big Green Help, az éves Nickelodeon zöld kampányt. [34] A játék pozitív értékelést kapott a gyermekek számára való megfelelőség szempontjából, vegyes kritikai áttekintésekkel [35]. A szolgáltatást 2010. május 19-én The Club-ra alakították át. [36]

### Nick Arcade
Nick Arcade (egy név megosztása az azonos című tévésorozattal, de egyébként nem kapcsolódik hozzá) egy olyan játéksorozat, amelyet letölthetők a Nick.com webhelyről. Ez lehetővé tette a felhasználók számára, hogy bármilyen játékot megvásárolhassanak. A Nick Arcade játékok továbbra is megtalálhatók a Nickelodeon testvére webhelyén, a Shockwave.com oldalon.

### Üzenőfalak
A Nick.com moderált internetes fórumot kínált, az Üzenőtáblák néven. A táblákra a gyerekek szálakat írtak, és a Nickelodeon tartalma alapján témákra válaszoltak. A hangulatjeleket GIF ikonokkal ábrázoltuk. A figyelemre méltó moderátorok neve NICKFrog és NICKPhilly volt. Az újjátervezett Nick.com-sel együtt az Üzenőtáblákat teljesen átalakították, hogy 2014-ben megfeleljenek hozzá. Az üzenőfalak 2016. március 31-én zárultak le, miután a Nick.com megszüntette a felhasználói feliratkozás lehetőségét az oldalon.

## Fogadtatás
A Nick.com kritikus reakciója többnyire pozitív volt, számos díjat nyert. A weboldal két díjat kapott a Broadcast Designers Associationtől, és bronzdíjat kapott 2001-ben és ezüstöt 2002-ben. [37] 2003-ban a Nick.com megkapta a Judge's Choice Webby játékot a televíziós részlegen. [38] 1999-ben a Nick.com megkapta az első internetes adatvédelmi pecsétet a BBBOnline-től, a CBBB leányvállalatától, amely az adatvédelmi kérdéseket online értékeli. [5]

## Fordítás
Ez a szócikk részben vagy egészben  a   Nick.com című angol Wikipédia-szócikk ezen változatának fordításán alapul.  Az eredeti cikk szerkesztőit annak laptörténete sorolja fel. Ez a jelzés csupán a megfogalmazás eredetét és a szerzői jogokat jelzi, nem szolgál a cikkben szereplő információk forrásmegjelöléseként.